# Понъю (приток Лодмы)
Понъю — река в России, течет по территории городского округа Усинск Республики Коми. Устье реки находится в 8 км по правому берегу реки Лодма. Длина реки составляет 29 км.

## Данные водного реестра
По данным государственного водного реестра России относится к Двинско-Печорскому бассейновому округу, водохозяйственный участок реки — Печора от впадения реки Уса до водомерного поста Усть-Цильма, речной подбассейн реки — Печора ниже впадения Усы. Речной бассейн реки — Печора.
Код объекта в государственном водном реестре — 03050300112103000074277.